# Loxley Hall
Loxley Hall é um palácio rural localizado nas proximidades de Uttoxeter, no Staffordshire, Inglaterra. O edifício, um listed building classificado com o Grau II* que alcançou o seu aspecto actual no início do século XIX, está agora ocupado por uma escola especial, do Conselho do Condado de Staffordshire, para rapazes com dificuldades de aprendizagem.

## História
Um anterior solar existente no local pertencia à família Ferrers e, a partir do século XIV, depois do casamento da herdeira dos Ferrers, passou para um ramo da família Kynnersley (Sneyd-Kynnersley a partir de 1815).
No século XVIII, foi construído um grande palácio no local, tendo a principal frente de entrada, virada a sul, onze secções, sendo as três centrais encimadas por um frontão, e dois pisos com águas-furtadas. A ala leste tinha cinco secções.
No início do século XIX, o palácio foi remodelado e ampliado. Foi acrescentado um terceiro piso sob o telhado inclinado e a ala leste foi estendida para sete secções.